# Magic: The Gathering
Magic The Gathering je družabna igra s kartami za dva ali več igralcev. Vsak igralec igra s svojim kupom kart, v katerem je 40 kart ali več, vendar jih je po navadi 60. Vsak igralec (ali ekipa) prejme tudi števec z življenjskimi točkami, ki je na začetku igre po navadi nastavljen na 20 točk, za ekipo z dvema igralcema na 30 itd.

## Cilj igre
Cilj igre je zmaga, ki jo je možno doseči na več načinov. Daleč najpogostejši je, da nasprotnikov števec življenjskih točk znižamo na 0, vendar pa obstajajo tudi drugi načini: izgubi igralec, ki na začetku poteze ne more povleči nove karte (ker mu je zmanjkalo kupčka), se v brezupni poziciji preda (concede), ali pa je to posledica učinka neke karte.
Igra je potezne narave in zato za uspešno igranje zahteva precej taktiziranja.

## Karte
Karte v igri Magic: The Gathering delimo takole:

### Po tipu
- Pokrajine (Lands)
  - Bitja (Creatures)
  - Uroki (Enchantments)
  - predmeti (Artifacts)
  - čarovnije ki se odvijejo v trenutku (Instants)
  - Magije (Sorceries)

### Po redkosti
- Mistične (Mythic) - rdeč znak
- Redke (Rare) - zlat znak
- Nepogoste (Uncommon) - srebrn znak
- Pogoste (Common) - črn znak
- Posebne (Special) - vijoličen znak (samo v ediciji Time Spiral)

## Barve
Vsaka barva ima svoje tipične značilnosti, zaveznike in nasprotnike. Barvni pentagram (desno) prikazuje barve in njihove tipične nasprotnike, ki so z njimi povezane s črtami. Nasproti stoječe si barve se pogosto razlikujejo po »miselnosti« in načinu igranja, zato so bitke med njimi pogosto najbolj zanimive in nepredvidljive, saj zahtevajo dobro taktiko.
Skupaj stoječe barve se med sabo po drugi strani ne razlikujejo tako zelo in bitke med njimi so lahko zelo dolge (tipičen primer tega je bitka med belo in modro barvo), ali pa nezanimivo kratke (najočitnejši primer je bitka med zeleno in rdečo barvo). Poleg tega te bitke pogosto temeljijo predvsem na sreči v kartah, kar ni cilj igre.
Igra Petkraka zvezda temelji ravno na teh nasprotjih.

### Bela
Bela je barva miru, reda in spoštovanja pravil. Cilj bele je svet, v kateri vlada sloga. Prav zato sta njeni tipični nasprotnici črna in rdeča barva. Igra bele barve temelji na zdravljenju in zaščiti bitij in igralcev ter na mnogih manjših, šibkejših ter posledično cenejših bitjih (vitezi, vojaki, ptice ter angeli) s pretežno višjim deležem letečih bitij. Igra z belimi je nagnjena k defenzivnemu igranju in pogosto traja precej časa.

### Modra
Modra je barva znanja, logike, iluzij ter prevar. Igra modre temelji na preprečevanju igre nasprotniku, tako da lahko ta le nemočno opazuje, medtem ko mu šibka bitja (čarovniki, morski ljudje ter vodni in zračni duhovi) počasi odvzemajo življenjske točke ali pa mu zmanjka kart na kupu. Modra barva kart vsebuje tudi največ letalcev. Najpogostejša taktika igre je izničiti nasprotnikove močne karte s pomočjo protiurokov (counterspellov) ali s pobiranjem dodatnih kart.

### Črna
Črna je barva smrti, bolezni, teme, korupcije, sebičnosti ter nemoralnosti. Igra črne barve temelji predvsem na uničevanju nasprotnikovih bitij, regeneraciji mrtvih bitij ter pripravljenosti žrtvovati lastna bitja za dosego zmage. Črna bitja (podgane, vampirji, zombiji ter nekromanti) so pogosto zgolj orodja za žrtvovanje in posledično doseganje ciljev. Pogosto razmišljanje pri taktiki črnih kupčkov kart je: »Nekaj škode naredim sebi, samo da je lahko naredim tebi še precej več!«.

### Rdeča
Rdeča je barva strasti, vojne, uničenja, kaosa, jeze, ognja ter krvi. Igra rdeče temelji na uničevanju nasprotnikovih bitij, žrtvovanju dolgoročnih virov za kratkoročno moč ter direktnem napadu na nasprotnika (burn). Ima tudi možnost, da z eno samo karto skoraj popolnoma izprazni igralno površino in igro začne praktično na novo. Najpogostejša rdeča bitja so goblini, barbari, zmaji in ognjeni duhovi. Igra z rdečimi kartami je hitra, glavno vlogo pa po navadi odigrajo čarovnije, ki »zbijajo« življenje nasprotniku ali uničujejo nevarna nasprotnikova bitja. 

### Zelena
Zelena je barva življenja, rasti, narave, instinktov ter vzajemnega zaupanja in sodelovanja. Igra zelene temelji na najmočnejših bitjih v igri (zveri, vilini, žuželke, ogromni črvi ter druidi) in na trenutnih čarovnijah, ki bitja še okrepijo. Ima tudi mnogo čarovnij, ki uničijo nasprotnikove uroke ter artefakte, povečajo število igralčevih življenj in mu dajo na voljo mano vseh barv. Osnovna prednost zelenih je množičnost in moč bitij, ki so glede na moč najcenejša.

## Taktika
Eden od razlogov za popularnost igre Magic: The Gathering je prav gotovo veliko število različnih taktik ter možnosti dosega zmage. Tako nekateri decki temeljijo na mogočnih bitjih, s katerimi nasprotniku odbijejo življenjske točke (Masticore, Borborygmos, Siege Wurm), mu onemogočijo igranje (Augustin IV, Grand Arbiter ter Sisters of Stone Death) ali pa ustvarijo tako dobro obrambo, da je nasprotnik ne more prebiti (Blazing Archon).

## Turnirji
Obstajajo tudi turnirji z Magic kartami. Združenje DCI (Duelist Convocation International) - uradni organ za prirejanje turnirjev Magica, organizira tekmovanja na svetovni, državni in lokalni ravni, nagrade so pa po navadi praktične narave, na tekmovanjih višjega ranga pa tudi denarne, Obstajajo pa tudi razne lestvice igralcev, ki beležijo uspešnost igralcev na uradnih tekmovanjih. Možnosti za resno ukvarjanje z Magic the Gathering je res veliko, o čemer priča tudi ogromna internetna skupnost.
Po svetu navdušenci igrajo najrazličnejše turnirje, vendar so najbolj pogosti formati trije: Constructed, Draft in Sealed.

### Constructed
V tem tipu turnirja igralci naredijo kupček 60 kart, ki so bile natiskane v zadnjih treh setih ter v zadnji osnovni edicij. Ta trenutek so, na primer, v formatu Constructed legalne karte iz setov Shards of Alara in Zendikar ter karte iz Magic 2010 Core Set.

### Draft
Igralci tukaj sestavijo kupček iz 40 kart. Te karte pridobijo po draft sistemu.
Glej glavni članek o Draft sistemu.

### Sealed
Na turnirju tipa Sealed tekmovalci sestavijo kupček iz 40 kart, ki jih pridobijo po sealed sistemu.
Glej glavni članek o Sealed sistemu.

## Popularnost
Prav zaradi vselej prisotne napetosti in možnosti presenečenja z nasprotnikove strani se je igra obdržala tako dolgo in počasi vstopa v družbo, v kateri so tudi Monopoli, Človek ne jezi se in podobne družabne igre.

## Sorodne Igre
Po načinu igranja je »Magic the gathering« najbližji igram s kartami »Pokemon«, »Yu-gi-oh« ali »Wow« pred katerimi pa ima prednost predvsem zaradi dolgoletne tradicije in zato že dobro dodelan sistem pravil, ki ga avtorji iz edicije v edicijo dopolnjujejo in popestrijo z dodatnimi sposobnostmi (abbilities) bitij. Igra je namenjena za višjo starostno skupino kot »Pokemon« in »Yu-gi-oh« karte.  